# Skógar
Skógar är en ort i kommunen Rangárþing eystra i Suðurland i Island. Den ligger söder om glaciären Eyjafjallajökull och vattenfallet Skógafoss. Orten har omkring 40 invånare.
Från Skógar utgår vandringsleden Laugavegur, som för över högplatån Fimmvörðuháls och över Þórsmörk till  Landmannalaugar.
Poeten Matthías Jochumsson, som skrev texten till Lofsöngur, Islands nationalsång, föddes i Skógar 1835.
Under 1983 spelades delar av filmen Korpen flyger in runt byn.

## Skógars museum
I Skógar finns frilufts- och hembygdsmuseet Byggðasafnið í Skógum (Skógasafn), som grundades 1950.
Där finns numera också Islands museum för kommunikation, transport och räddningstjänster.

## Bildgalleri

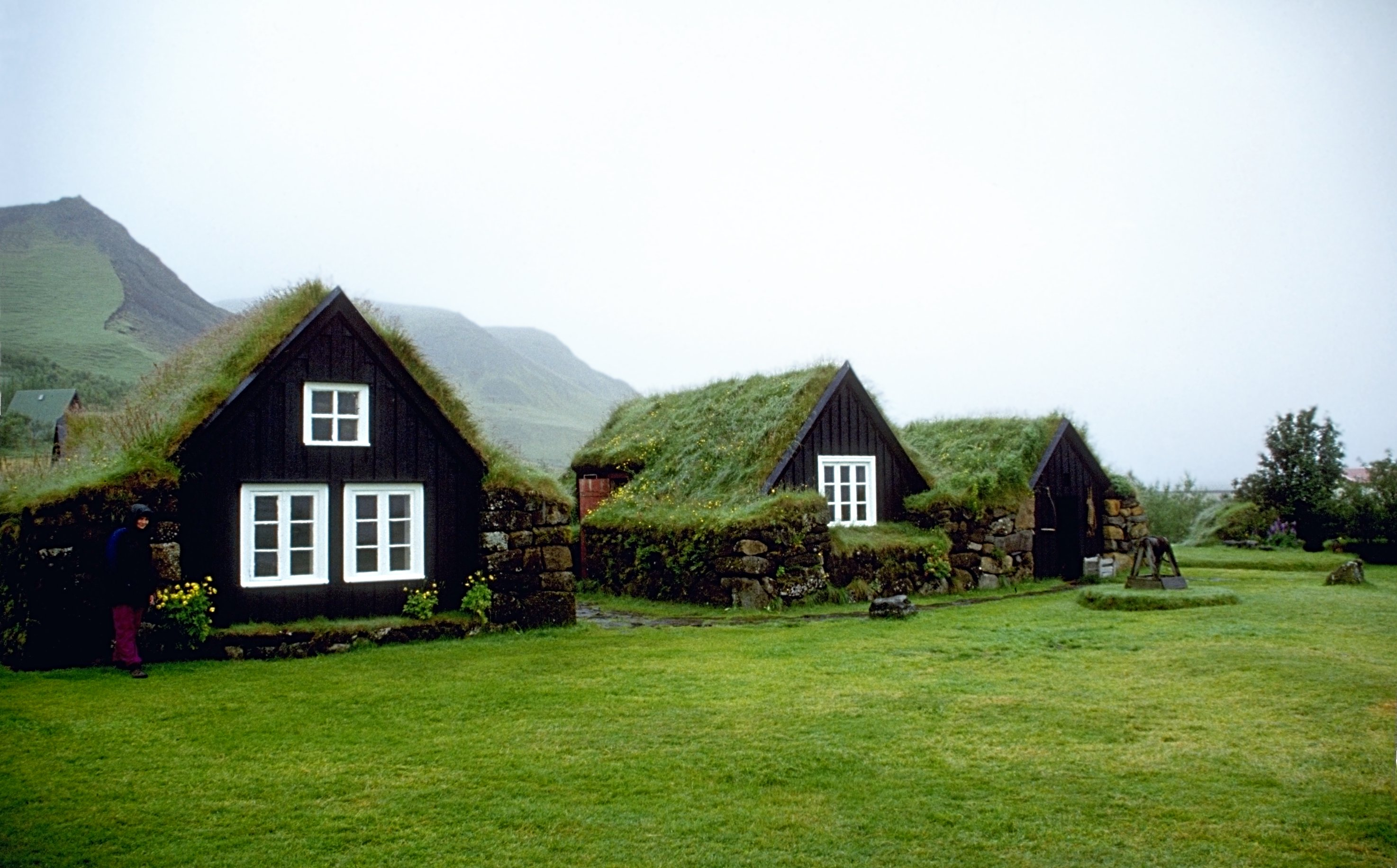
Skógars museum
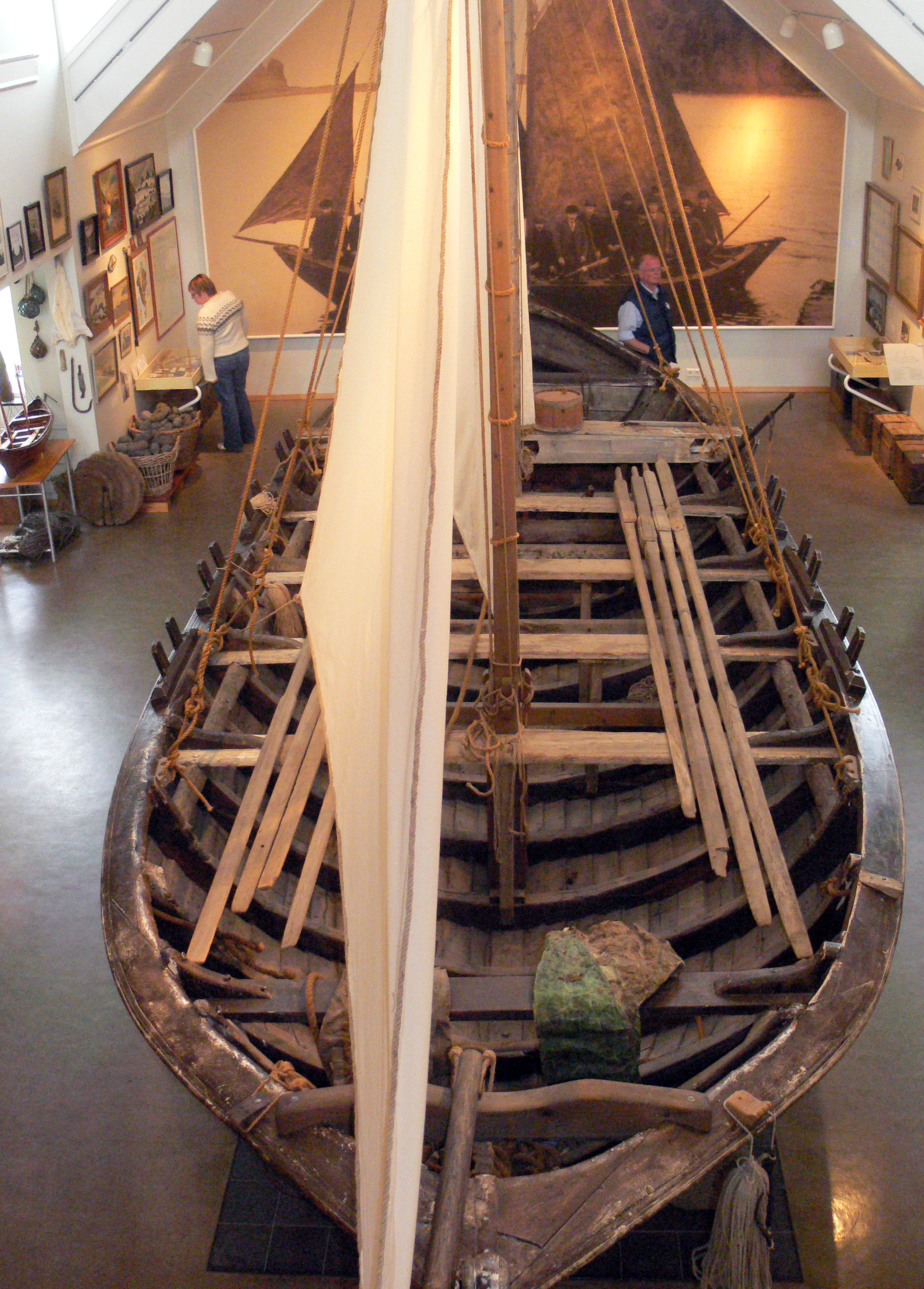
Fiskebåt på Skógars museum
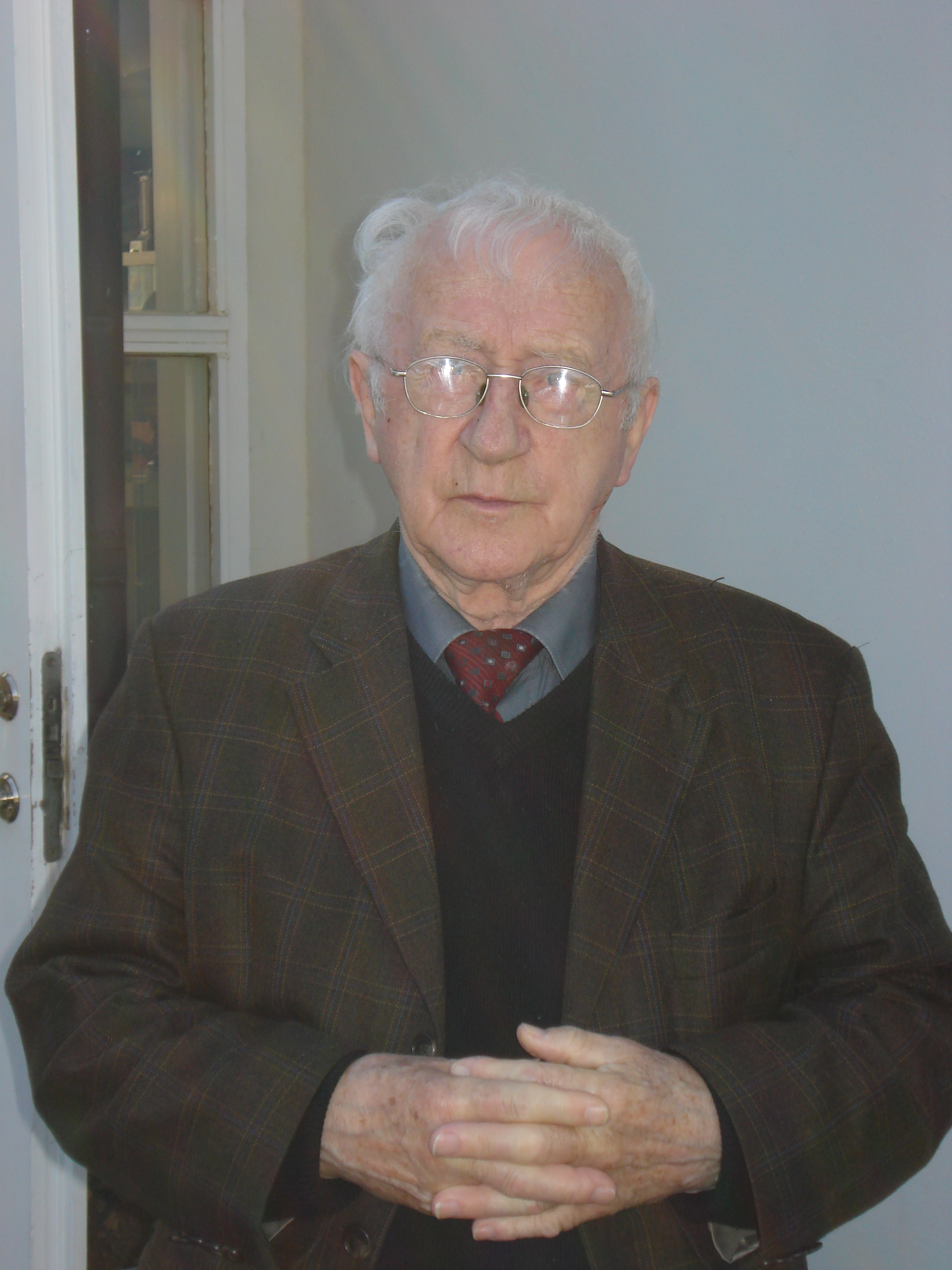
Þórður Tómasson (1921-2022), museets grundare